# كاتبة ممرضة
الكاتبات الممرضات هن ممرضات مسجلات بشكل أساسي (RNs)، يكتبن لعامة الجماهير مؤلفات في الأنواع الإبداعية للشعر والخيال والدراما، وأيضًا في الواقعية الإبداعية. ويكون العمل المنشور لـ الكاتبة الممرضة مماثلاً لذلك الذي يقوم به الكاتب الطبيب، وقد يتعامل أو لا يتعامل هذا العمل صراحةً مع موضوعات الصحة، ولكنه يُنقل عن خبرةٍ مهنيةٍ من الضعف البشري والمراقبة الحادة. وفيما يلي قائمة جزئية للكاتبات الممرضات، مُجمعة حسب القرن ومُرتبة ترتيبًا زمنيًا وفقًا لسنة الميلاد.

## القرن التاسع عشر
- فلورنس نايتينجيل: (12 مايو 1820 - 13 أغسطس 1910) تعرف برائدة التمريض الحديث ويطلق عليها اسم «سيدة المصباح» أو «السيدة حاملة المصباح». ممرضة بريطانية خلال حرب القرم فيما بين 1854 و1856، رائدة التمريض الحديث.
- ماري ليفرمور: وُلدت باسم ماري آشتون رايس (من مواليد 19 ديسمبر 1820 - 23 مايو 1905) هي ممرضة وصحفية أمريكية ومؤيّدة لمبدأ إبطال الاسترقاق وناشطة لحقوق المرأة.
- لويزا ماي ألكوت: (و.1832 – 1888 م) هي كاتبة وروائية أمريكية برعت في كتابة القصص للأطفال. كان عليها كسب معيشتها في سن مبكرة، فبدأت بأعمال الحياكة والتدريس، ثم اشتغلت ممرضة خلال الحرب الأهلية الأمريكية، وشرعت في كتابة الرسائل لاحقاً تحت عنوان«صور من مستشفى».
- سارا تشاونسي ولسي: (29 يناير 1835، كليفلاند في الولايات المتحدة - 9 أبريل 1905، نيوبورت في الولايات المتحدة)؛ كاتِبة مُتخصِّصة في أدب الأطفال، ممرضة وشاعرة أمريكية.
- سارة إيما إدموندز: هي ممرضة وجندية أمريكية، ولدت في 1 ديسمبر 1841 في نيو برونزويك في كندا، وتوفيت في 5 سبتمبر 1898 في لا بورت في الولايات المتحدة.
- سوزي تايلور: هي ممرضة أمريكية، ولدت في 6 أغسطس 1848 في مقاطعة ليبيرتي في الولايات المتحدة، وتوفيت في 6 أكتوبر 1912.

## القرن العشرون
- ليليان والد (1867-1940)
- مولي سكينر (1876-1955)
- ماري روبرتس رينهارت (1876-1958)
- ماري بوردن (1886–1968)
- أجاثا كريستي (1890-1976)
- نيلا لارسن (1891-1964)
- فيرجينيا هندرسون (1897 - 1996)
- جين آربر (1903-1994)
- ماري رينو (1905-1983)
- بيتي جيفري (1908-2000)
- باتريسيا سان جون (1919-1993)
- تشارلز لوغان (كاتب خيال علمي) (1930-)
- غريس أوغوت (1934-)
- شارون ويب (1936-2010)
- إليزابيث برغ (1948-)
- سو مونك كيد (1948-)
- جو براند (ممثلة) (1957-)
- آنا جانسون (1958-)
- تيريزا ميدييروس (1962-)

## القرن الحادي والعشرون
ثيريزا براون ()
لوري باركين ()
بول جينيس

## كتابات أخرى
Chinn, Peggy L. and Jean Watson, eds. Art and Aesthetics in Nursing. New York: National League for Nursing Press, 1994.
Davis, Cortney, and Judy Schaefer, eds. Between the Heartbeats: Poetry and Prose by Nurses. Iowa City: University of Iowa Press, 1995.
---. Intensive Care: More Poetry and Prose by Nurses. Iowa City: University of Iowa Press, 2003.
Schaefer, Judy, ed. The Poetry of Nursing: Poems and Commentaries of Leading Nurse-Poets. Kent, OH: Kent State University Press, 2006.